# 納西里耶 (阿爾及利亞)
36°45′N 3°50′E / 36.750°N 3.833°E

納西里耶（阿拉伯语：‎），是阿爾及利亞的城鎮，位於該國北部，由布米爾達斯省負責管轄，是納西里耶區的首府，東北面是奧拉德艾薩，海拔高度169米，2008年人口22,431。